# Coupe du Portugal de football 2011-2012
Navigation
2010-2011 2012-2013
La Coupe du Portugal de football 2011-2012 est la 72e édition de la Coupe du Portugal de football, considéré comme le deuxième trophée national le plus important derrière le championnat. 
La finale est jouée le 20 mai 2012, à l'Estádio Nacional do Jamor, entre l'Académica de Coimbra et le Sporting. C'est la première finale de la "Briosa" depuis la mythique finale de 1969, qui est aussi le tout premier vainqueur de la compétition. Le Sporting est de son côté, un habitué, avec 25 finales, dont 15 remportées, les dernières en 2007 et 2008.

## Troisième tour
Le troisième tour marque l'entrée des équipes de Liga Zon Sagres, avec les vainqueurs du deuxième tour.
| Date       | Locaux                                       | Score         | Visiteurs                                 |
| ---------- | -------------------------------------------- | ------------- | ----------------------------------------- |
| 14/10/2011 | Portimonense (Liga Orangina)                 | 0-2           | Benfica                                   |
| 15/10/2011 | Pêro Pinheiro (III Divisão Série E)          | 0-8           | Porto                                     |
| 15/10/2011 | 1° Dezembro (II Divisão Zona Sul)            | 1-3           | Braga                                     |
| 15/10/2011 | Beira-Mar                                    | 0-1           | Marítimo                                  |
| 15/10/2011 | Torreense (II Divisão Zona Sul)              | 1-0           | Gil Vicente                               |
| 15/10/2011 | Famalicão (II Divisão Zona Norte)            | 0-2           | Sporting                                  |
| 16/10/2011 | GD Joane (III Divisão Série A)               | 0-1           | Gondomar (II Divisão Zona Centro)         |
| 16/10/2011 | Penafiel (Liga Orangina)                     | 4-2 (a.p.)    | Merelinense (II Divisão Zona Norte)       |
| 16/10/2011 | Portosantense (III Divisão Série Madeira)    | 0-2           | Ribeira Brava (II Divisão Zona Norte)     |
| 16/10/2011 | Académica                                    | 1-0           | Oriental (II Divisão Zona Sul)            |
| 16/10/2011 | Macedo de Cavaleiros (II Divisão Zona Norte) | 1-1 (2-4)g.p. | Naval (Liga Orangina)                     |
| 16/10/2011 | Trofense (Liga Orangina)                     | 1-2 (a.p.)    | Belenenses (Liga Orangina)                |
| 16/10/2011 | Aves (Liga Orangina)                         | 4-0           | Infesta (III Divisão Série B)             |
| 16/10/2011 | Tirsense (II Divisão Zona Norte)             | 3-1           | Sampedrense (III Divisão Série C)         |
| 16/10/2011 | Mirandela (II Divisão Zona Norte)            | 1-0           | V. Setúbal                                |
| 16/10/2011 | Sp. Lamego (III Divisão Série B)             | 1-4           | Covilhã (Liga Orangina)                   |
| 16/10/2011 | Alcochetense (III Divisão Série E)           | 2-1           | U. Leiria                                 |
| 16/10/2011 | Santa Maria (III Divisão Série A)            | 1-1 (3-1)g.p. | Monsanto (II Divisão Zona Sul)            |
| 16/10/2011 | Feirense                                     | 0-1           | Nacional                                  |
| 16/10/2011 | Lousada (II Divisão Zona Norte)              | 1-0 (a.p.)    | SC Coimbrões (II Divisão Zona Centro)     |
| 16/10/2011 | Leixões (Liga Orangina)                      | 1-0           | Aljustrelense (III Divisão Série F)       |
| 16/10/2011 | Sp. Espinho (II Divisão Zona Centro)         | 1-1 (2-4)g.p. | S. João Ver (II Divisão Zona Centro)      |
| 16/10/2011 | Anadia (II Divisão Zona Centro)              | 2-3 (a.p.)    | Tondela (II Divisão Zona Centro)          |
| 16/10/2011 | Vizela (II Divisão Zona Norte)               | 2-2 (3-1)g.p. | Fafe (II Divisão Zona Norte)              |
| 16/10/2011 | Juventude Évora (II Divisão Zona Sul)        | 2-0           | Esp. Lagos (III Divisão Série F)          |
| 16/10/2011 | Sp. Pombal (III Divisão Série D)             | 1-7           | Oliveirense (Liga Orangina)               |
| 16/10/2011 | Moreirense (Liga Orangina)                   | 3-1           | Pontassolense (III Divisão Série Madeira) |
| 16/10/2011 | V. Guimarães                                 | 2-1 (a.p.)    | Moura (II Divisão Zona Sul)               |
| 16/10/2011 | P. Ferreira                                  | 1-0           | Chaves (II Divisão Zona Norte)            |
| 16/10/2011 | Estoril (Liga Orangina)                      | 3-1           | Vila Meã (III Divisão Série B)            |
| 16/10/2011 | Rio Ave                                      | 5-2 (a.p.)    | Sousense (III Divisão Série B)            |
| 13/11/2011 | Pampilhosa (III Divisão Série D)             | 0-3           | Olhanense                                 |

## Quatrième tour
| Date       | Locaux                                | Score         | Visiteurs                         |
| ---------- | ------------------------------------- | ------------- | --------------------------------- |
| 18/11/2011 | Naval (Liga Orangina)                 | 0-1           | Benfica                           |
| 19/11/2011 | Académica                             | 3-0           | Porto                             |
| 19/11/2011 | Moreirense (Liga Orangina)            | 7-1           | Lousada (II Divisão Zona Norte)   |
| 20/11/2011 | S. João Ver (II Divisão Zona Centro)  | 0-3           | Tirsense (II Divisão Zona Norte)  |
| 20/11/2011 | Mirandela (II Divisão Zona Norte)     | 1-1 (5-4)g.p. | Gondomar (II Divisão Zona Centro) |
| 20/11/2011 | Alcochetense (III Divisão Série E)    | 0-0 (2-4)g.p. | Olhanense                         |
| 20/11/2011 | Ribeira Brava (II Divisão Zona Norte) | 0-0 (5-4)g.p. | Covilhã (Liga Orangina)           |
| 20/11/2011 | Leixões (Liga Orangina)               | 1-0           | Santa Maria (III Divisão Série A) |
| 20/11/2011 | Belenenses (Liga Orangina)            | 2-0           | Vizela (II Divisão Zona Norte)    |
| 20/11/2011 | Estoril (Liga Orangina)               | 2-1 (a.p.)    | Penafiel (Liga Orangina)          |
| 20/11/2011 | Juventude Evora (II Divisão Zona Sul) | 0-1           | Marítimo                          |
| 20/11/2011 | Rio Ave                               | 2-3 (a.p.)    | Torreense (II Divisão Zona Sul)   |
| 20/11/2011 | Tondela (II Divisão Zona Centro)      | 0-1           | Oliveirense (Liga Orangina)       |
| 20/11/2011 | P. Ferreira                           | 2-2 (4-5)g.p. | Nacional                          |
| 20/11/2011 | Aves (Liga Orangina)                  | 0-0 (3-2)g.p. | V. Guimarães                      |
| 20/11/2011 | Sporting                              | 2-0           | Braga                             |

## Huitièmes de finale
| Date       | Locaux                            | Score         | Visiteurs                             |
| ---------- | --------------------------------- | ------------- | ------------------------------------- |
| 01/12/2011 | Moreirense (Liga Orangina)        | 2-1           | Torreense (II Divisão Zona Sul)       |
| 02/12/2011 | Marítimo                          | 2-1           | Benfica                               |
| 03/12/2011 | Estoril (Liga Orangina)           | 2-2 (2-4)g.p. | Olhanense                             |
| 04/12/2011 | Mirandela (II Divisão Zona Norte) | 1-1 (3-4)g.p. | Oliveirense (Liga Orangina)           |
| 04/12/2011 | Tirsense (II Divisão Zona Norte)  | (3) 0-0 (4)   | Nacional                              |
| 04/12/2011 | Aves (Liga Orangina)              | 2-1 (a.p.)    | Ribeira Brava (II Divisão Zona Norte) |
| 04/12/2011 | Leixões (Liga Orangina)           | 2-5 (a.p.)    | Académica                             |
| 05/12/2011 | Sporting                          | 2-0           | Belenenses (Liga Orangina)            |

## Quarts de finale
| Date       | Locaux                      | Score         | Visiteurs            |
| ---------- | --------------------------- | ------------- | -------------------- |
| 21/12/2011 | Académica                   | 3-2           | Aves (Liga Orangina) |
| 22/12/2011 | Oliveirense (Liga Orangina) | 2-1           | Olhanense            |
| 22/12/2011 | Sporting                    | 3-0           | Marítimo             |
| 23/12/2011 | Moreirense (Liga Orangina)  | 2-2 (5-6)g.p. | Nacional             |

## Demi-finales

### Sporting - Nacional
| Mercredi 11 janvier 2012 | Sporting                        | 2 – 2   | Nacional                                 | Estádio José Alvalade      |                            |
| 21h15                    | 75e Elias · 90+6e Stijn Schaars | (0 - 2) | Mario Rondón 36e · Daniel Candeias 45+1e | Arbitrage : Paulo Baptista | Arbitrage : Paulo Baptista |
| 21h15                    | Feuille de match                |         |                                          | Arbitrage : Paulo Baptista | Arbitrage : Paulo Baptista |

| Mercredi 8 février 2012 | Nacional            | 1 – 3   | Sporting                                                              | Estádio da Madeira        |                           |
| 21h15                   | 63e Diego Barcellos | (0 - 1) | Fito Rinaudo 17e · Ricky van Wolfswinkel 75e (P) · João Pereira 90+4e | Arbitrage : Pedro Proença | Arbitrage : Pedro Proença |
| 21h15                   | Feuille de match    |         |                                                                       | Arbitrage : Pedro Proença | Arbitrage : Pedro Proença |

### Académica - Oliveirense (Liga Orangina)
| Jeudi 12 janvier 2012 | Académica        | 1 – 0   | Oliveirense (Liga Orangina) | Estádio EFAPEL Cidade de Coimbra               |                                                |
| 21h15                 | 90+5e Pape Sow   | (0 - 0) |                             | Spectateurs : 14 357 Arbitrage : Carlos Xistra | Spectateurs : 14 357 Arbitrage : Carlos Xistra |
| 21h15                 | Feuille de match |         |                             | Spectateurs : 14 357 Arbitrage : Carlos Xistra | Spectateurs : 14 357 Arbitrage : Carlos Xistra |

| Mardi 7 février 2012 | Oliveirense (Liga Orangina)            | 2 – 2   | Académica       | Estádio Marcolino de Castro |                            |
| 21h15                | 18e Clemente · 28e (P) Adriano Louzada | (2 - 1) | Marinho 20e 55e | Arbitrage : Marco Ferreira  | Arbitrage : Marco Ferreira |
| 21h15                | Feuille de match                       |         |                 | Arbitrage : Marco Ferreira  | Arbitrage : Marco Ferreira |

## Finale
| Dimanche 20 mai 2012 | Sporting         | 0 - 1   | Académica  | Estádio Nacional do Jamor  |                            |
| 18h00                |                  | (0 - 1) | 4e Marinho | Arbitrage : Paulo Baptista | Arbitrage : Paulo Baptista |
| 18h00                | Feuille de match |         |            | Arbitrage : Paulo Baptista | Arbitrage : Paulo Baptista |